# Actinoptera lindneri
Actinoptera lindneri är en tvåvingeart som beskrevs av Erich Martin Hering 1954. Actinoptera lindneri ingår i släktet Actinoptera och familjen borrflugor.
Artens utbredningsområde är Tanzania. Inga underarter finns listade i Catalogue of Life.